# Ich habe genug

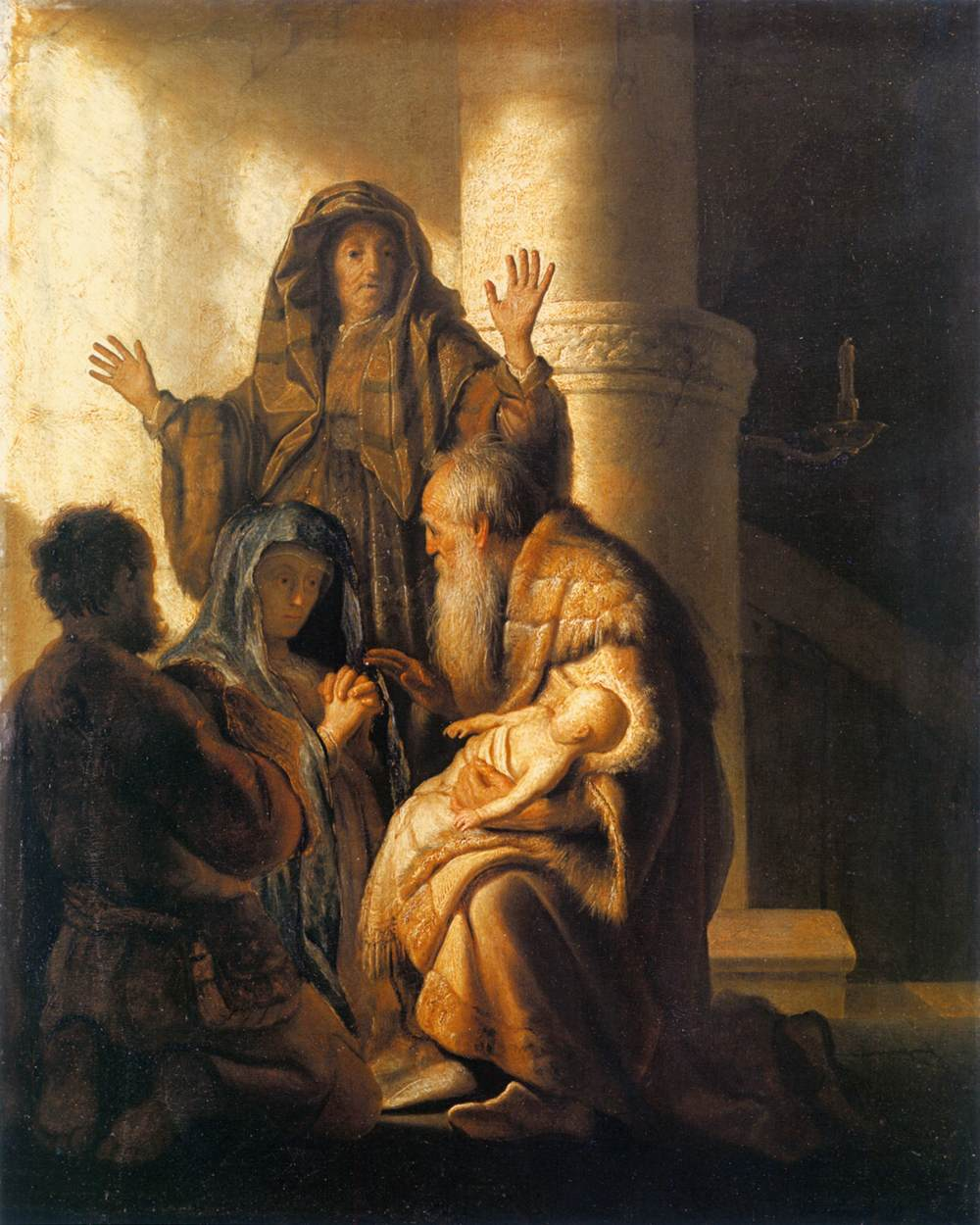
Anna i Symeon oglądają Chrystusa. Obraz Rembrandta w Kunsthalle Hamburg

Ich habe genug (dosł. „Mam już dość”) – kantata Johanna Sebastiana Bacha, w katalogu Wolfganga Schmiedera oznaczona numerem BWV 82.
Została napisana w Lipsku na Święto Ofiarowania Pańskiego (Matki Boskiej Gromnicznej) 2 lutego 1727 roku. Libretto oparte jest na kantyku Symeona „Nunc Dimittis”, który ten – według relacji św. Łukasza – miał wypowiedzieć, gdy ujrzał nowo narodzonego Jezusa przyniesionego przez rodziców do świątyni.
Obsada pierwotnie obejmowała obój i solistę (bas). Istnieje także wersja (BWV 82a) na głos sopranowy i flet. Współcześnie bas bywa zastępowany altem, a sopran – tenorem.
Kantata składa się z pięciu części:
1. Aria: „Ich habe genug”
2. Recytatyw: „Ich habe genug”
3. Aria: „Schlummert ein, ihr matten Augen”
4. Recytatyw: „Mein Gott! wenn kömmt das schöne: Nun!”
5. Aria: „Ich freue mich auf meinen Tod”

## Nagrania
- Bach Cantatas & Arias, Ian Bostridge, Fabio Biondi, Europa Galante, Virgin Classics 2000
- Kreuzstab & Ich Habe Genug, Max van Egmond, Frans Brüggen, SONY 1977 review by Ehud Shiloni 1998
- J.S. Bach: Complete Cantatas Vol. 16, Klaus Mertens, Amsterdam Baroque Orchestra & Choir, Ton Koopman, Antoine Marchand